# Lynet McQueen
Lynet McQueen, typisk henvist til sit efternavn McQueen, er en menneskelignende racerbil og den vigtigste hovedperson i Pixars animerede film Biler fra 2006. Han blev opkaldt efter Pixaranimatoren Glenn McQueen, der døde af hudkræft i 2002; man troede fejlagtigt, efter at filmen havde premiere, at navnet var påvirket af skuespilleren og noterede racerkører Steve McQueen. Han er baseret på generiske NASCAR køretøjer, men med design med indflydelse fra Chevrolet Corvette og Dodge Viper. Sent i filmen, bliver han malede meget som en Chevrolet Corvette C1. Han er stemmelagt af skuespilleren Owen Wilson, og på dansk af David Owe, i filmen og videospillene.